# Adriaen van Utrecht
Adriaen van Utrecht (Anvers, 1599 - ídem, 1652) va ser un pintor de Flandes especialista en natura morta i quadres de caça.

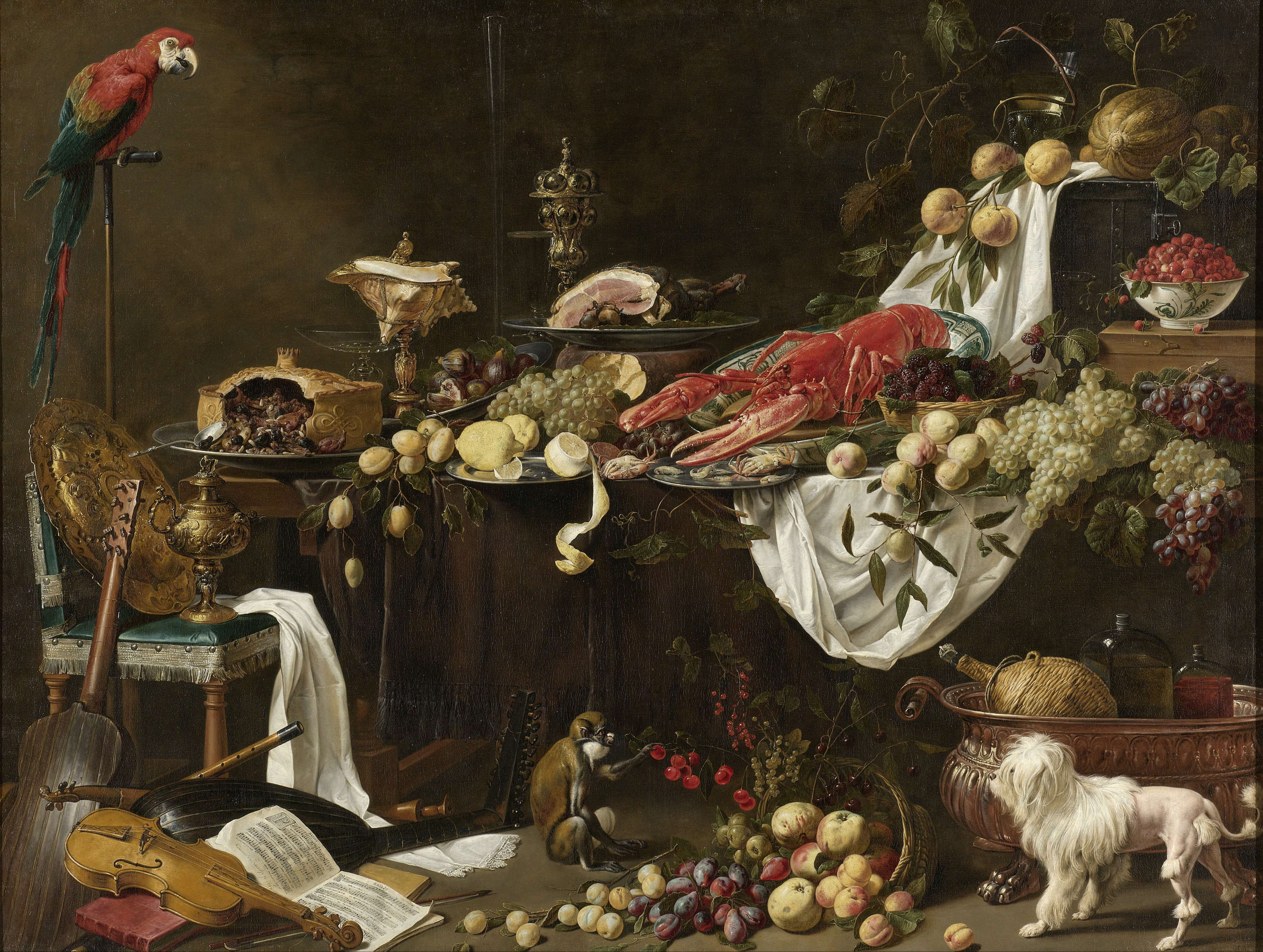
Adrian van Utrecht, Stilleven -Natura morta- 1644 (Rijksmuseum, Amsterdam)

## Biografia
Deixeble de Herman de Ryt el 1614, posteriorment recorregué França, Itàlia i Alemanya absorbint influències barroques. De tornada a la seva ciutat natal el 1624, es dedica preferent a natures mortes, mostrant cuines, taules amb peces de caça, patis de masies amb aviram, mercats; la seva pintura, especialment en les escenes de caça, mostra la influència de Frans Snyders. Col·laborà amb altres artistes (com David Teniers i Jacob Jordaens) en la realització de les seves obres, pintant l'un les natures mortes i els altres les figures humanes.

## Galeria

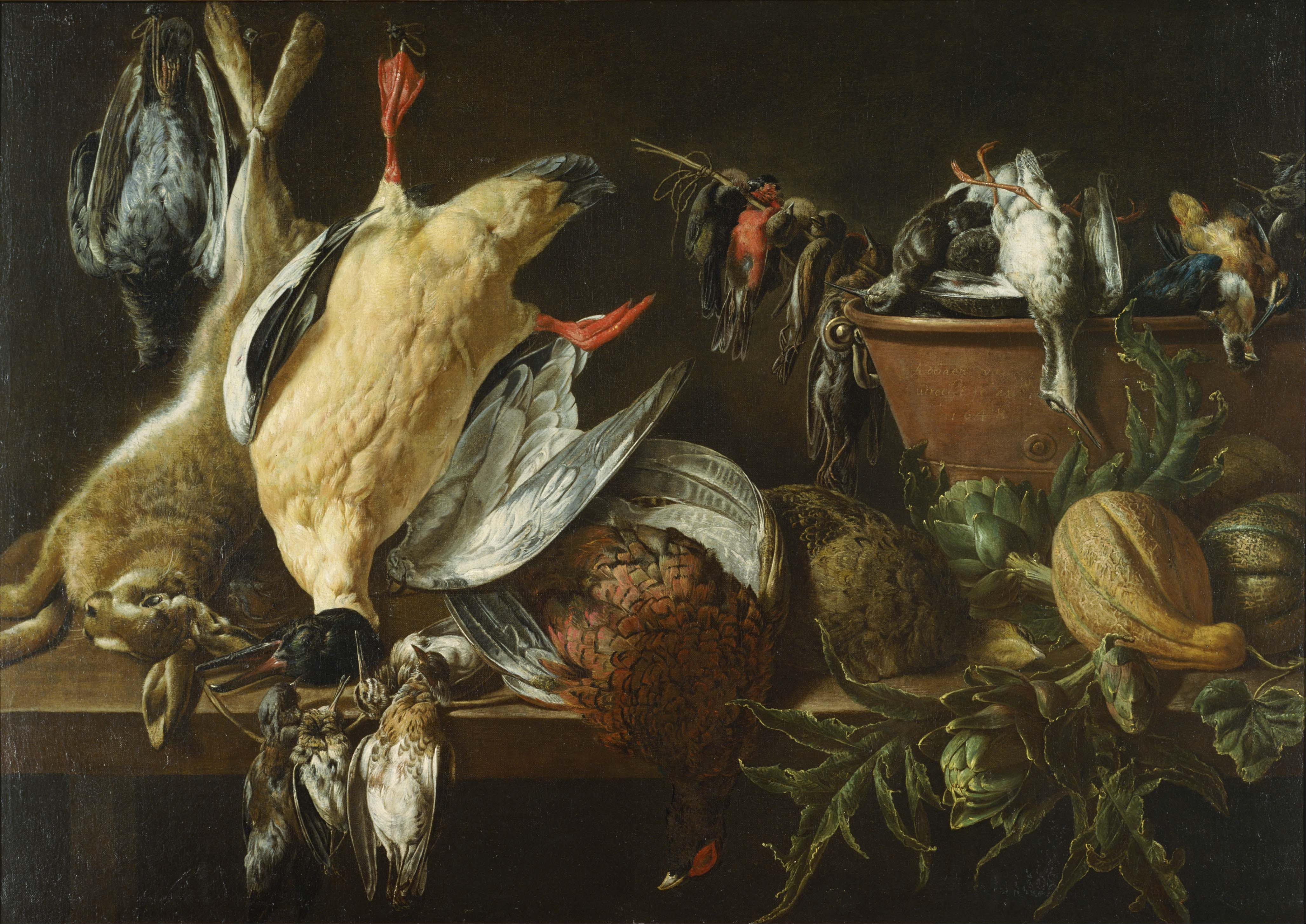
Obra del 1648 conservada al Museu nacional per l'art occidental de Tòquio
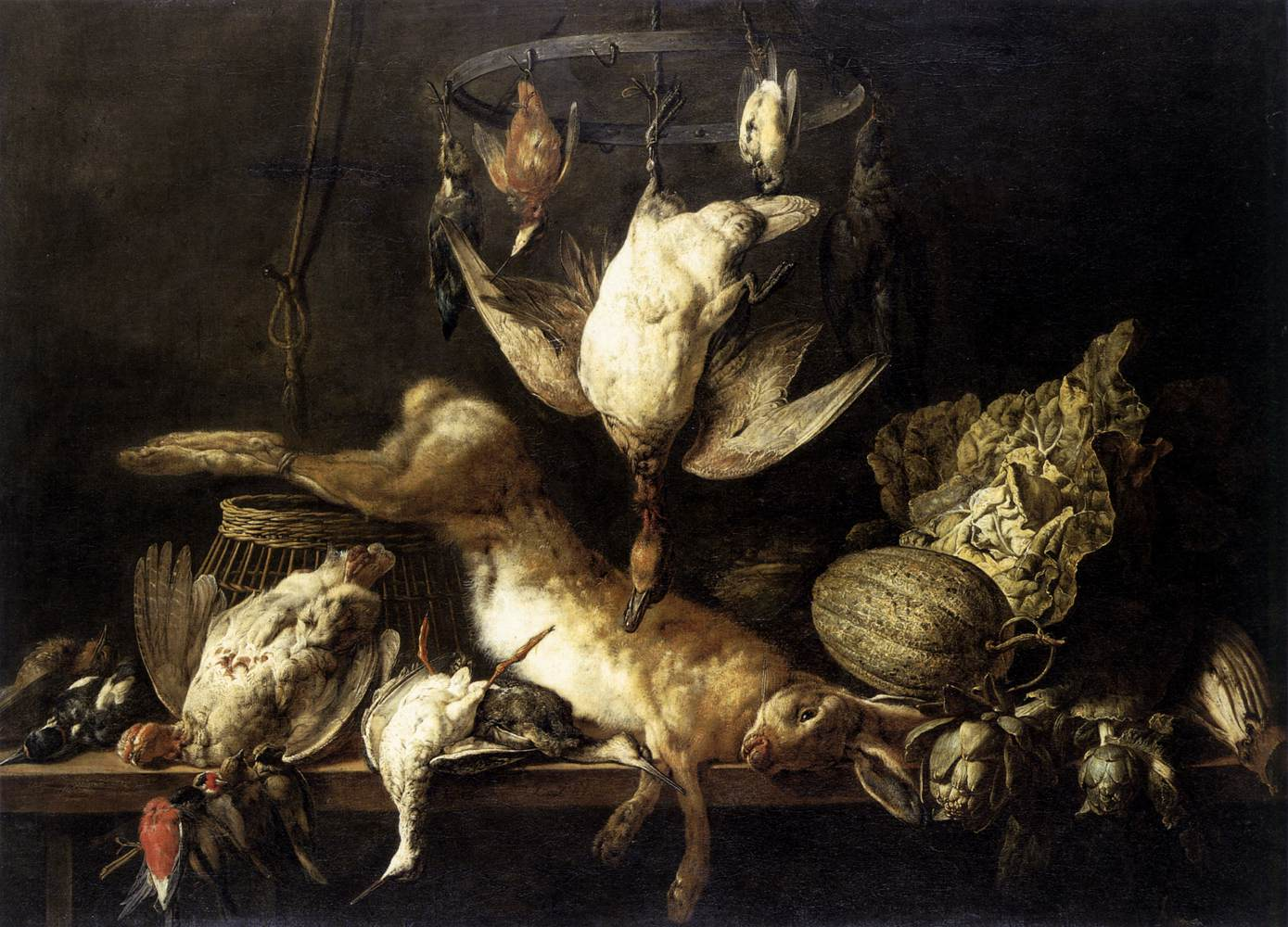
Obra de 1646-49 conservada a la Gemäldegalerie (Dresden)
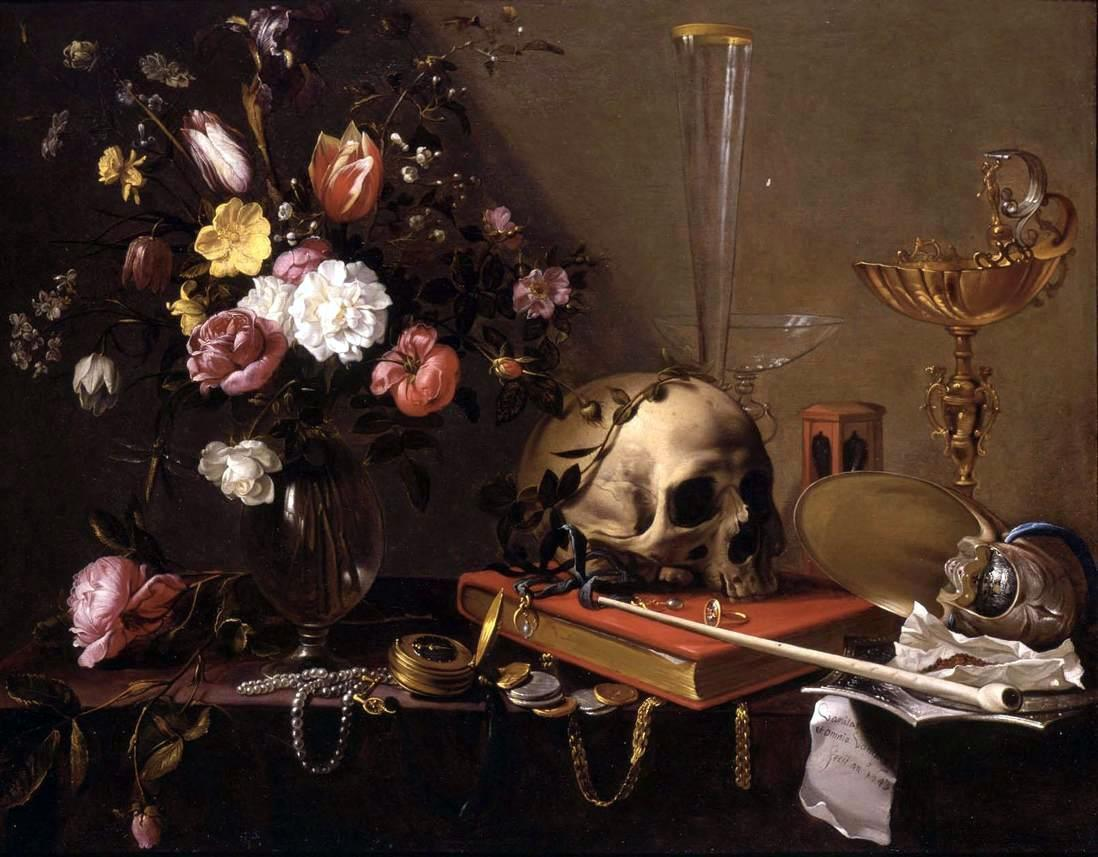
Obra de voltants del 1642